# Дейтон (паровоз)
№ 18 Виргино-Тракской железной дороги, более известный как «Дейтон» (Dayton) — исторический пассажирский паровоз с осевой формулой 2-2-0 (по классификации Уита — 4-4-0). Статичный экспонат железнодорожного музея штата Невада. Совместно с паровозом «Иньо» внесён в Национальный реестр исторических мест США под номером 73002245.

## История
Паровоз был построен к сентябрю 1873 года в мастерских Центрально-Тихоокеанской железной дороги, расположенных в Сакраменто (Калифорния), и стал 6 из 12 локомотивов, созданных инженером Эндрю Джексоном Стивенсом (Andrew Jackson Stevens) на основе конструкции CP 173. 25 сентября того же года он был официально передан заказчику — Виргино-Тракской железной дороге.
В 1879 году в его передней части был поставлен большой плуг и отныне «Дейтон» преимущественно выполнял на дороге функции снегоочистителя, в остальное время водя пассажирские поезда. С октября 1895 по январь 1896 года прошёл капитальный ремонт с заменой дымогарных труб и бандажей. В 1898 году движущие колёса были оборудованы воздушными тормозами. В течение 1902 года был оборудован автосцепкой, новым метельником и более производительным паровоздушным насосом; в следующем году к нему был прицеплен новый тендер. В 1908 году переведён с дровяного отопления на нефтяное.
4 июля 1906 года «Дейтон» открыл движение по линии Карсон-Сити — Минден, проведя по ней пассажирский поезд. Однако после этого он стал реже использоваться в поездной работе из-за появления на дороге новых более мощных локомотивов. В 1919 и 1924 годы проходил очередные крупные ремонты с заменой труб, а в январе 1938 года был отставлен от эксплуатации по износу цилиндрической части.
9 июня 1938 года его за $125 в месяц взяла в аренду студия Paramount Pictures, которая в сентябре того же года (по другим данным — в 1937 году) выкупила «Дейтона» (без плуга) у дороги за $1000 (с учётом инфляции — $18½ тысяч на конец 2020 года). В начале 1939 года в мастерских Union Pacific он был подвергнут капитальному ремонту. Эта же кинокомпания приобрела и паровоз «Иньо» той же дороги, но последний прошёл лишь косметическую покраску.
«Дейтон» активно снимался в кино, а в марте 1969 года, к столетию забивки золотого костыля, он был снова перекрашен под исторический паровоз № 119 дороги Union Pacific и экспонировался в Национальном историческом парке «Золотой костыль» в штате Юта; «Иньо» в свою очередь был перекрашен под другого участника данного события — Central Pacific № 60.
В 1974 году «Дейтон» и «Иньо» был приобретены Невадским железнодорожным музеем, однако до 1978 года были вынуждены оставаться в Юте, пока для их замены не были изготовлены реплики соответствующих локомотивов. Осмотр обоих паровозов показал, что «Иньо» может быть возвращён в рабочее состояние, тогда как у «Дейтона» для этого требуется полная замена котла; однако на последнем стоял родной котёл, который не менялся с момента выпуска, поэтому было принято решение, что у него вместо восстановительного ремонта будет выполнен лишь косметический. Паровоз экспонировался в Невадском музее до 2005 года, после чего 13 сентября того же года был сдан в аренду в Comstock History Center в Вирджинии-Сити. По имеющимся данным, в 2018 году «Дейтон» вернулся в Невадский железнодорожный музей.

## Фильмография
За период принадлежности студии Paramount Pictures паровоз «Дейтон» успел сняться в следующих фильмах:
- «Юнион Пасифик» (1939)
- «Молодой Том Эдисон[англ.]» (1940)
- «Леди из Шайенна[англ.]» (1941)
- «Невада-Сити[англ.]» (1941)
- «Дурацкая почта[англ.]» (1942)
- «Негодяи с фронтира[англ.]» (1943)
- «Джентльмен побережья Барбари[англ.]» (1944)
- «Нежная Энни[англ.]» (1944)
- «Девушки Харви[англ.]» (1946)
- «Шепчущий Смит[англ.]» (1948)
- «Дилижанс на Запад[англ.]» (1948)